# Kepler-438 b
Kepler-438 b — экзопланета у звезды Kepler-438 в созвездии Лиры, открытая орбитальным телескопом «Кеплер». Её открытие было публично объявлено НАСА 6 января 2015 года. Находится на расстоянии 470 световых лет (145 парсек) от Солнца.
Материнская звезда Kepler-438 является красным карликом массой 0,544 массы Солнца и радиусом 0,52 радиуса Солнца.
Kepler-438 b по размерам больше Земли на 12 %.
Эта экзопланета интересна не только тем, что очень похожа по своим параметрам на Землю, но и тем, что находится в области своей звёздной системы, где условия близки к земным.
Однако, по исследованию учёных из Уорикского университета (Великобритания) атмосфера планеты Kepler-438b страдает от мощного излучения её звезды — красного карлика Kepler-438. Супервспышки на ней происходят раз в несколько сотен суток, и они в 10 раз мощнее когда-либо зарегистрированных вспышек на Солнце. Это ставит под сомнение возможность жизни на планете.

## Сравнение с Землёй
| Экзопланеты — Космический телескоп «Кеплер» |
| --- |
| Подтверждённые планеты в зоне обитаемости. (Kepler-62e, Kepler-62f, Kepler-186f, Kepler-296e, Kepler-296f, Kepler-438b, Kepler-440b, Kepler-442b) (Kepler Space Telescope; 6 January 2015). |

| #   | Название     | ESI  | SPH  | HZD   | HZC   | HZA   | pClass       | hClass      | Расстояние (св. лет) | Статус         | Год открытия   |
| --- | ------------ | ---- | ---- | ----- | ----- | ----- | ------------ | ----------- | -------------------- | -------------- | -------------- |
| N/A | Земля        | 1.00 | 0.72 | -0.50 | -0.31 | -0.52 | тёплая земля | мезопланета | 0                    | не экзопланета | доисторический |
| 1   | Kepler-438 b | 0.90 | 0.88 | −0.93 | −0.14 | −0.73 | тёплая земля | мезопланета | 470                  | подтверждена   | 2015           |